# Рафаил (Романов)
Иеродиа́кон Рафа́ил (в миру Алексе́й Ива́нович Рома́нов; род. 30 июля 1967 года, Динамо, Нехаевский район, Волгоградская область) — иеродиакон Русской православной церкви, келейник схиархимандрита Илия (Ноздрина), автор-исполнитель песен, создатель и лидер группы «Сыновья России».

## Биография

### Рождение, постриг
Родился в 1967 году в зерносовхозе Динамо Нехаевского района Волгоградской области в многодетной семье. Когда ему исполнилось шесть лет, перебрались на хутор Лебяжья поляна Среднеахтубинского района Волгоградской области. Затем Вместе с семьёй переезжает из Волгоградской области в Одинцово.
В школе он пел и играл на гитаре (поэтому его в школе прозвали «певцом»). В 1980-е годы начинает писать песни. Сам он рассказал о начале своего творческого пути так: «Это, в общем-то, был трагический момент. Я приехал в 1982 году в Волгоград к родственникам, в семью моего двоюродного брата Николая Антоничева, проходившего службу в Афганистане. И как раз зимой, когда я там гостил, в дом вошёл человек, сообщивший, что брата больше нет в живых. Николай был младшим сержантом, командиром, он поднял в атаку своих и погиб от первой пули в голову. Его привезли в цинковом гробу, хоронили при мне. Когда родителям пришла отдельно его форма, был там и блокнот с его стихами. Они меня сильно тронули. К ним я и сочинил свои первые незамысловатые мелодии. Их же потом исполнил под гитару. В школе ребятам понравилось. Так это начиналось». Сам иеродиакон Рафаил признаётся, что написал всего несколько стихотворений.
В 1984 году храме Покрова Пресвятой Богородицы в селе Акулово в возрасте 17 лет был крещён протоиереем Валерианом Кречетовым. С этого момента очень часто посещал храм и духовно окормлялся у протоиерея Валериана.
Испросив благословения у протоиерея Валериана, Алексей Романов уезжает в Оптину пустынь, где становится послушником. В это же время послушник Алексей знакомится со старцем Илием (Ноздриным).
В 1992 году послушника Алексея постригают в малую схиму с именем Рафаил в честь архангела Рафаила и рукополагают в иеродиаконы. В это же время иеродиакон Рафаил становится келейником отца Илия (Ноздрина).
Иеродиакон Рафаил был знаком с убиенным на Пасху 1993 года иеромонахом Василием (Росляковым). Вот что о. Рафаил рассказывает об о. Василии: «Отец Василий был близок мне, я к нему частенько ходил: носил молоко, самодельное козье масло, мёд приносил ему. Хоть он и был спортсменом прежде, но, видать, надорвал сердечко — оно у него было слабенькое, да и монашеский труд тоже — он ночами молился…»
Став иноком, Рафаил перестал играть на гитаре, хотя не раз просил благословения у о. Илия (Ноздрина) для создания православной музыкальной группы. Но в начале 1990-х годов о. Илий отказывал иеродиакону Рафаилу.
В монастыре о. Рафаил пел на клиросе, был пчеловодом.
2 августа 2012 года иеродиакон Рафаил был удостоен Святейшим Патриархом Кириллом правом ношения двойного ораря.

### Создание группы «Сыновья России»
Уже несколько лет о. Рафаил хотел создать музыкальную группу. В 2005 году иеродиакон Рафаил получает от о. Илия благословение на создание православной музыкальной группы и создаёт группу «Сыновья России». Творчество иеродиакона Рафаила благословил и Патриарх Кирилл.
Песни пишутся на стихи священнослужителей и православных мирян. Также иеродиакон Рафаил использовал творения о. Василия (Рослякова). Сам о. Рафаил говорит следующее: «..Стихи отца Василия — это было переложение псалмов на современный язык — меня тоже сильно тронули своим необычным каким-то внутренним смыслом. Когда я их читал, я чувствовал, что музыка уже заложена в них — оставалось только гитару взять и наиграть. А так как это было в монастыре и никто не позволял себе такие вещи, я почувствовал, что в этой ситуации нужно что-то предпринять. Тогда я подошёл к могиле отца Василия и помолился, чтобы он управил: если это как-то сочетается с волей Божией, есть на то благословение — можно ли мне на его стихи наиграть песни? Это был девяносто третий год…» Несколько стихотворений иеромонаха Василия о. Рафаил положил на музыку.
Первый концерт группы состоялся в 2005 году в Ярославле. Концерт был посвящён Новомученикам и Исповедникам Российским. Вокалистом и лидером группы является сам о. Рафаил. В 2005—2009 годы — группа каждый месяц давала по несколько концертов в разных городах. С 2009 года группа целый год не выступала и не записывала диски. С 2010 года группа снова стала давать концерты, а в 2011 году записала новый диск. Вход на концерт православной музыкальной группы всегда был бесплатным. Всего группа выпустила 12 альбомов.

## Дискография

### «Сыновья России»
- «К нам Новый Год…» (2005)
- «Русь с Богородицей» (2006)
- «Молитва о русском народе» (2006)
- «За землю Русскую» (2007)
- «Как лань припадает сухими губами» (2008)
- «Памяти Николая Мельникова» (2008)
- «Ковчег Россия» (2008)
- «Колыма» (2008)
- «Славное воинство» (2009)
- «Кто пчёлок уважает…» (2009)
- «Единение» (2011)

Также иеродиакон Рафаил поёт и выпускает альбомы отдельно от «Сыновей России». Так он выпустил несколько альбомов, сотрудничая с Творческой мастерской «Земстии».

### Творческая мастерская «Земстии»
Сотрудничая с «Земстии», иеродиакон Рафаил выпустил четыре альбома:
- «Н.Мельников. Русский Крест» (2006)
- «Вижу Райские в небе поля…» (2006)
- «Русь моя» (2009)
- «История одного дня» (2010)

### Православное общество «Днесь»
Православное общество «Днесь» распространяет записи иеродиакона Рафаила со своими обложками и логотипом:
- «В Боге нет смерти (песни на стихи иеромонаха Василия)» (2007)
- «Плыл над землей Пасхальный звон…» (2008)
- «Боже, спаси мою Родину милую» (2008)
- «Россия, моя Россия» (2008)
- «Русский Крест» (2008)
- «Русь с Богородицей» (2008)
- «Ковчег—Россия» (2008)
- «За землю Русскую» (2008)